# Borolia albipuncta
Borolia albipuncta är en fjärilsart som beskrevs av M.Gaede 1916. Borolia albipuncta ingår i släktet Borolia och familjen nattflyn. Inga underarter finns listade i Catalogue of Life.